# Materia
Materia (av latinets materia, "ämne", "material") är de fysiska beståndsdelar som universum är uppbyggd av. 
Den traditionella definitionen av materia är att det är "allt som har både massa och volym".
Materia uppträder normalt i aggregationstillstånden fast, flytande eller gasform. Under extrema temperatur- och/eller tryckförhållanden även som plasma, supervätska eller Bose–Einstein-kondensat.
Exempel på olika aggregationstillstånd:

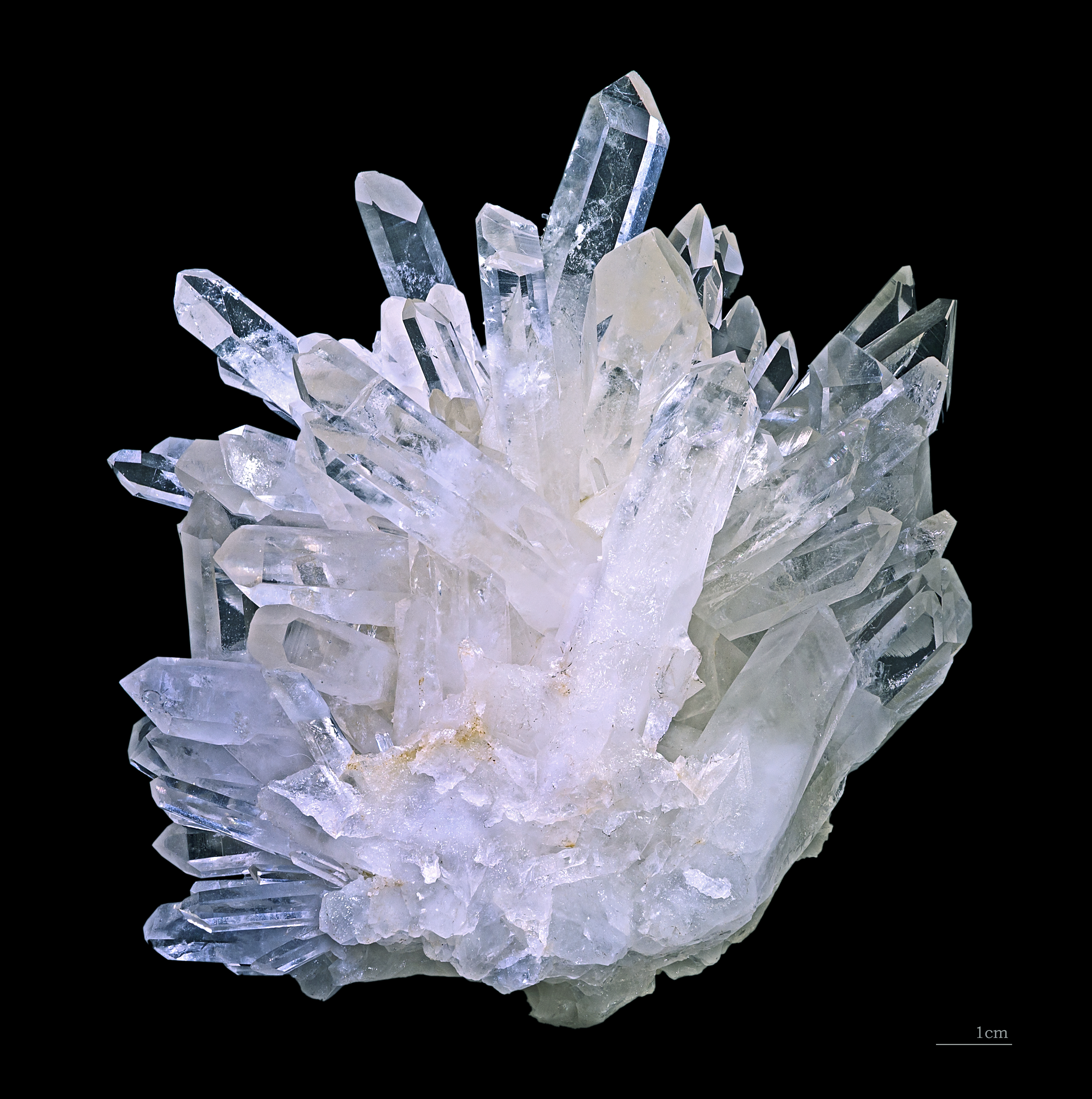
Kvarts (fast)
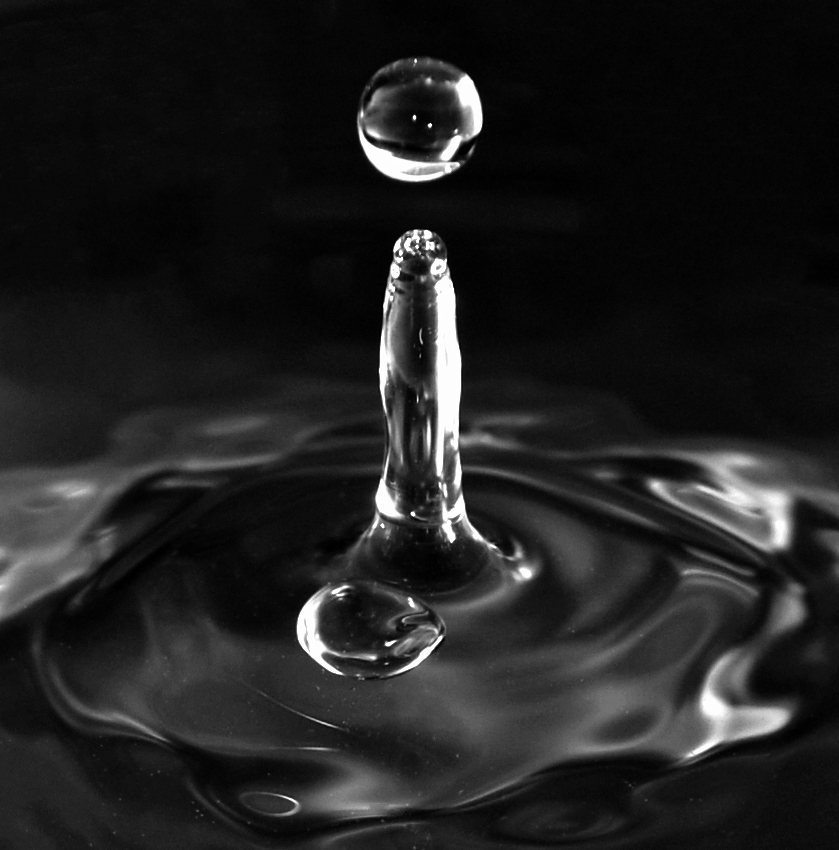
Vatten (flytande)
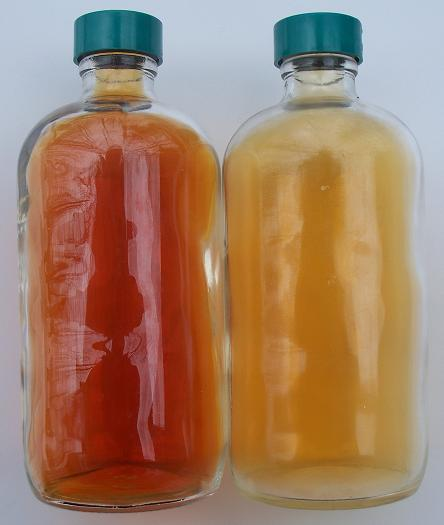
Kvävedioxid (gas)
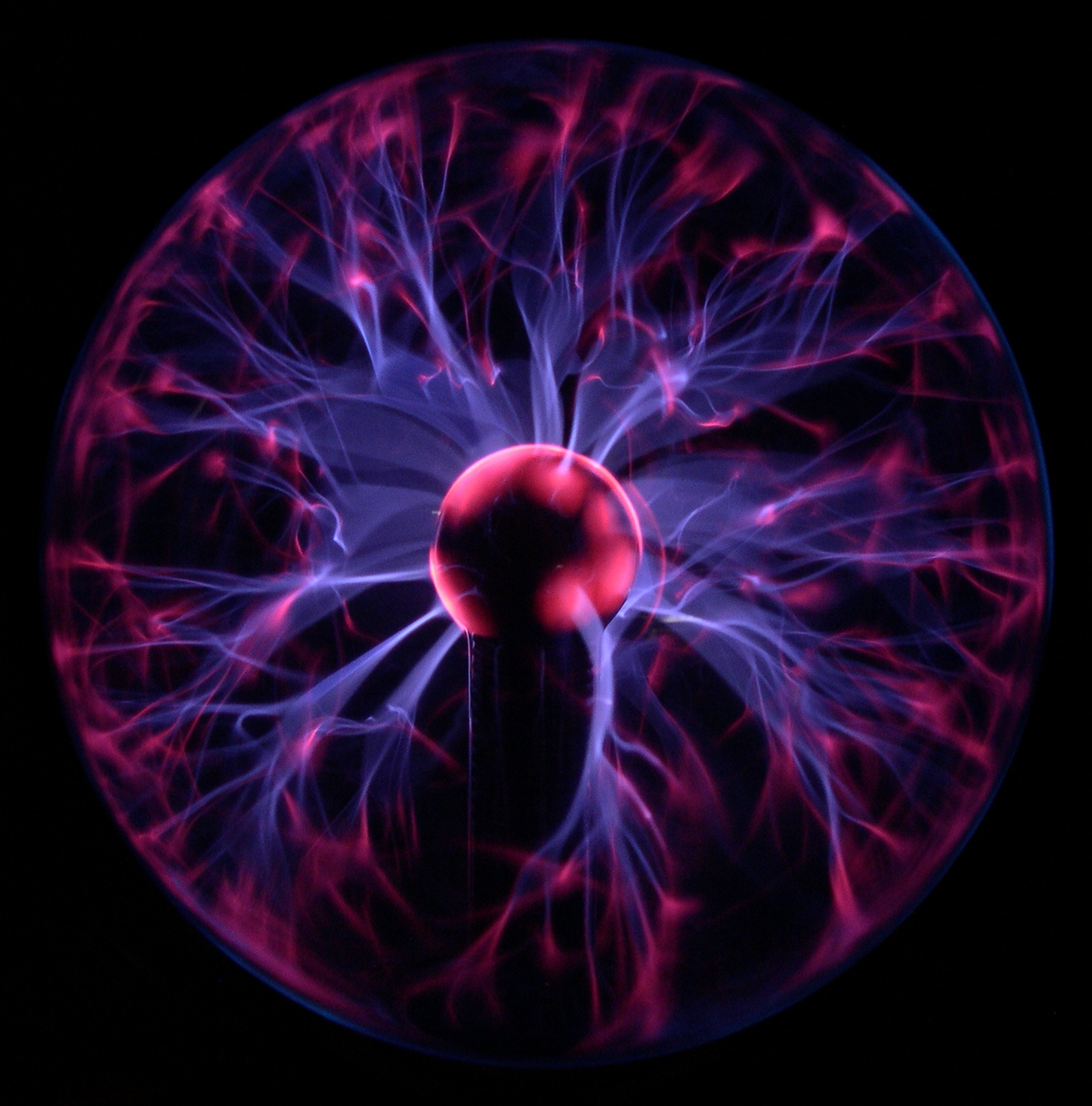
Plasmaglob (plasma)

## Materias uppbyggnad

Standardmodellens elementarpartiklar.

Den materia vi normalt observerar består av atomer, som grupperats i kemiska föreningar, polymerer, legeringar, blandningar och rena grundämnen. 
Materiens atomer består i sin tur av mindre partiklar: elementarpartiklar. Dessa kan grupperas i:
- Fermioner
  - baryoner, till exempel protoner och neutroner vilka i sin tur är uppbyggda av tre kvarkar
  - leptoner, till exempel elektroner

- Bosoner, till exempel mesoner (uppbyggda av en kvark och en antikvark) och fotoner

Materia har massa. Albert Einstein visade att massa och energi är ekvivalenta genom sin berömda formel E = mc², där E står för energi, m för massa, och c för ljusets hastighet i vakuum. Massa har dessutom en inbyggd attraherande fundamental kraft, gravitationen.
Observationen att materia upptar en volym går tillbaks till antiken. Varför det är så har dock förklarats först under modern tid, en förklaring som utgått från Pauliprincipen.